# Контрада Скорпио-Галатина (Лече)
Контрада Скорпио-Галатина (итал. Contrada Scorpio-Galatina) је насеље у Италији у округу Лече, региону Апулија.
Према процени из 2011. у насељу је живело 47 становника. Насеље се налази на надморској висини од 68 м.